# ایبار
ایبار (به اسپانیایی: Eibar) یک دهستان در اسپانیا است که در استان گیپوسکوا واقع شده‌است.

## خصوصیات
ایبار ۲۴٫۷۸ کیلومترمربع مساحت و ۲۷٬۴۳۹ نفر جمعیت دارد و ۱۲۱ متر بالاتر از سطح دریا واقع شده‌است.

## خواهرخوانده
شهر اوژیتسه خواهرخواندهٔ ایبار هست.